# Sakonių bala
Sakonių bala este o arie protejată (arie specială de conservare — SAC, sit de importanță comunitară — SCI) din Lituania întinsă pe o suprafață de 61 ha, integral pe uscat.

## Localizare
Centrul sitului Sakonių bala este situat la coordonatele 55°45′11″N 25°11′54″E / 55.7531°N 25.1983°E.

## Înființare
Situl Sakonių bala a fost declarat sit de importanță comunitară în ianuarie 2004 pentru a proteja un număr necunoscut de specii din flora spontană și fauna sălbatică aflate în arealul zonei. Situl a fost protejat și ca arie specială de conservare în aprilie 2022.

## Biodiversitate
Situată în ecoregiunea boreală, aria protejată conține 1 habitat natural: Mlaștini împădurite.
La baza desemnării sitului se află un număr nedeclarat de specii protejate.
Pe lângă speciile protejate, pe teritoriul sitului au mai fost identificate 1 specie de nevertebrate.